# Польша на летних Олимпийских играх 1996
Польша принимала участие в Летних Олимпийских играх 1996 года в Атланте (США), и завоевала 17 медали, из которых 7 золотые, 5 серебряные и 5 бронзовые. Сборную страны представляли 165 спортсменов (126 мужчин, 39 женщин).

## Медалисты
| Медаль  | Спортсмен                                                        | Вид спорта                  | Дисциплина                                |
| ------- | ---------------------------------------------------------------- | --------------------------- | ----------------------------------------- |
| Золото  | Рената Мауэр                                                     | Стрельба                    | Женщины, пневматическая винтовка, 10 м    |
| Золото  | Павел Настула                                                    | Дзюдо                       | Мужчины, до 95 кг                         |
| Золото  | Влодзимеж Завадский                                              | Греко-римская борьба        | Мужчины, до 62 кг                         |
| Золото  | Рышард Вольны                                                    | Греко-римская борьба        | Мужчины, до 68 кг                         |
| Золото  | Анджей Вроньский                                                 | Греко-римская борьба        | Мужчины, до 100 кг                        |
| Золото  | Роберт Корженёвский                                              | Лёгкая атлетика             | Мужчины, ходьба на 50 км                  |
| Золото  | Матеуш Кушнеревич                                                | Парусный спорт              | Мужчины, класс «Финн»                     |
| Серебро | Анета Щепанская                                                  | Дзюдо                       | Женщины, до 66 кг                         |
| Серебро | Артур Партыка                                                    | Лёгкая атлетика             | Мужчины, прыжки в высоту                  |
| Серебро | Мирослав Жепковский                                              | Стрельба                    | Мужчины, круглый стенд                    |
| Серебро | Яцек Фафиньский                                                  | Греко-римская борьба        | Мужчины, до 90 кг                         |
| Серебро | Пётр Келпиковский Адам Кшесинский Рышард Собчак Ярослав Родзевич | Фехтование                  | Мужчины, командная рапира                 |
| Бронза  | Пётр Маркевич                                                    | Гребля на байдарках и каноэ | Мужчины, байдарка-одиночка, 500 м         |
| Бронза  | Ивона Дзенцёл Катажина Клята Йоанна Новицкая                     | Стрельба из лука            | Женщины, командное первенство             |
| Бронза  | Анджей Цофалик                                                   | Тяжёлая атлетика            | Мужчины, до 83 кг                         |
| Бронза  | Рената Мауэр                                                     | Стрельба                    | Женщины, винтовка из трёх положений, 50 м |
| Серебро | Юзеф Трач                                                        | Греко-римская борьба        | Мужчины, до 74 кг                         |